# Håkan Skogsjö
Håkan Skogsjö, född 11 november 1958 i Mölndal,  är en svensk författare, frilansjournalist, grafisk formgivare och veteran inom den svenska släktforskarrörelsen.
Han studerade nordiska språk vid Göteborgs universitet 1983–1984 och genomgick därefter Journalisthögskolan i Göteborg 1985–1987. Efter att ha praktiserat vid Radio Åland flyttade han 1989 permanent till Åland för att arbeta som nyhetsreporter vid dagstidningen Nya Åland. Han är sedan 1994 frilansjournalist och författare med inriktning främst på historiska ämnen. Han är dessutom grafisk formgivare och bokförläggare med eget förlag, SkogsjöMedia. Åren 2002–2017 var han styrelseledamot i Nya Ålands tidningsaktiebolag. Han är bosatt i Mariehamn på Åland.

## Engagemang inom släktforskarrörelsen
Håkan Skogsjö började släktforska redan i tolv–trettonårsåldern. Han var en av initiativtagarna till Genealogisk Ungdom, en släktforskarförening som den 5 februari 1977 grundades i hans hem som en regional förening för ungdomar i Västsverige. Föreningen kom dock snart att bli en rikstäckande organisation för alla åldersgrupper. Dess ambition var att ge ut olika publikationer till stöd för släktforskare, bland dem Genealogisk ungdoms tidskrift som utkom med sitt första nummer 1977 med Skogsjö som redaktör. Tidskriftens namn ändrades 1982 till Släkthistoriskt forum. Skogsjö var en av de starkast drivande krafterna bakom bildandet av Sveriges Släktforskarförbund 1986, som fick en framgångsrik start och sin prägel tack vare att Genealogisk Ungdom uppgick med sina skrifter, varulager och lokaler i förbundet vid dess grundande den 25 oktober 1986. Skogsjö ingick såväl i den förberedande interimstyrelsen som i den första förbundsstyrelsen; han var förbundets vice ordförande 1986–1988. Släkthistoriskt forum blev då förbundets tidskrift och Skogsjö fortsatte som redaktör till och med 1991. Som ett privat initiativ startade han i maj 1996 den släktforskarsajt som i september samma år övertogs av förbundet och blev Nättidningen RÖTTER (numera under namnet RÖTTER enbart), världens första dagstidning för släktforskare. Han var dess redaktör från starten till maj 2004. Han tog initiativet till det genealogiska diskussionsforumet Anbytarforum, som togs i drift den 13 december 1998. Han skapade också bilddatabasen Porträttfynd där skannade visitkorts- och kabinettsfotografier från 1800-talet och 1900-talets början kan laddas upp och kommenteras och på så sätt bevaras till eftervärlden. Han var perioden 1995–2013 redaktör för Släktforskarnas årsbok. Från 2013 är Skogsjö styrelseledamot i Arkiv Digital, som tillhandahåller digitaliserat källmaterial för släktforskare.

## Publicistisk verksamhet
Håkan Skogsjö har skrivit ett stort antal släkt- och lokalhistoriska artiklar och böcker. Bibliotekskatalogen Libris upptar (i juli 2014) 129 publicerade verk av hans hand med artikeln ”Biskop Rhyzelius’ släktanteckningar” i Släkt och Hävd 1979 som den äldsta. 
Han har författat och gett ut flera publikationer med inriktning på Åland och dess historia, såväl på egen hand som i samarbete med andra. Bland de förra kan särskilt nämnas Skotten i tornvillan (1997), som är en historik över de första 75 åren av den åländska självstyrelsen, och Ett svunnet Åland (2010), fyrtiotvå skildringar av Ålands historia utifrån omfattande arkivmaterial av olika slag. I Finland har han dock främst gjort sig ett namn genom sina hittills nio digra och källkritiska sockengenealogier (varav fem dubbelvolymer), utgivna under namnet Ålands släktregister. I dessa har han dokumenterat de flesta åländska socknars befolkning från 1500-talet till nutid. Tiden före 1809 rör förstås svenska förhållanden. Varje band innehåller en sammanfattande historik för socknen som helhet men också historiker för samtliga byar och samtliga stomhemman. Det totala sidomfånget överstiger (i juli 2014) 10 000 sidor. Banden utgör därmed det största släkthistoriska arbete som någonsin publicerats av en enskild person i Sverige och Finland. Följande åländska socknar är täckta: Lumparland, Kumlinge, Brändö, Vårdö, Sund (två band), Lemland (två band), Saltvik (två band), Föglö (två band), och Geta (två band). Släktregistren bygger på ett brett urval av källor, från kyrkböcker och domböcker till tidningsklipp, kartor och äldre fotografier; för mer nutida förhållanden har Skogsjö även använt muntliga källor.
För områden som även i nutid tillhör Sverige har han bl.a. gett ut en sockengenealogi för Edsele socken i Ångermanland och en avskrift av längden för gärder och hjälper 1535 för Ångermanland. Hans metodinriktade arbeten för svenska släktforskare omfattar en beskrivning av hur mantalslängder kan användas i släktforskningen, en samling handfasta tumregler för källkritiskt hållbar forskning samt rekommendationer på standardiserade stavningsvarianter av dopnamn som i äldre källor stavas på en rad olika sätt.
I samarbete med släktforskaren Bo Lindwall kartlade han under 1980-talet en banbrytande forskning kring resandesläkter.
Hans handbok Släktforskning på riktigt gavs 2019 ut i 10 000 exemplar av Arkiv Digital, med en andra, utökad utgåva 2021 samt en tredje 2024. En engelsk version, Explore your Swedish heritage, trycktes 2020 och åter 2023. Michael Lundholm, redaktör för Svensk Genealogisk Tidskrift, gav 2022 följande omdöme om den svenska versionen: ”Handboken är enligt min mening den bästa introducerande handbok i släktforskning som hittills skrivits.”

## Utmärkelser
Håkan Skogsjö utsågs 2000 till forskarmedlem i Genealogiska Samfundet i Finland. Han erhöll Julius Sundbloms minnesstiftelses diplom 2003. 2004 fick han Sveriges Släktforskarförbunds forskningsstipendium. 2012 tilldelades han Ålands självstyrelses Jubileumsmedalj 1997. Den 9 juni 2014 mottog han Landskapet Ålands Kulturpris om 4 000 euro för sina lokalhistoriskt inriktade publikationer. Han utsågs 2015 till mottagare av Victor Örnbergs hederspris.